# Robert Lindsay (acteur)
Pour les articles homonymes, voir Robert Lindsay et Lindsay.
Robert Lindsay, né le 13 décembre 1949 à Ilkeston dans le Derbyshire en Angleterre, est un acteur britannique, connu principalement pour ses rôles dans les séries Ma tribu, Hornblower, G.B.H. et Citizen Smith. Il a remporté un Tony Award et deux Olivier Awards pour le rôle-titre de la comédie musicale Me and My Girl et celui de rôle de Fagin dans la comédie musicale Oliver!.

## Biographie
Robert Lindsay naît dans une famille de la classe ouvrière : son père est menuisier et son frère devient charpentier. Il va à l'école primaire à l'école pour garçons de Gladstone et, après avoir échoué aux 11-plus, examen qui sanctionne la fin des études primaires, rejoint une secondary modern school à Nottingham où un enseignant lui suggère de prendre des cours d'art dramatique. Il accepte, dans l'idée de devenir professeur d'art dramatique, mais est encouragé par des amis à se présenter à la Royal Academy of Dramatic Art, l'une des plus prestigieuses écoles de théâtre britanniques. Il est accepté en 1968. Il y perd son accent des Midlands de l'Est et y rencontre Cheryl Hall, qu'il épouse en 1974.
Après avoir tenu des petits rôles dans plusieurs séries télévisées, il rencontre le succès avec son rôle de Wolfie Smith, un révolutionnaire inepte, dans le sitcom Citizen Smith, aux côtés de son épouse Cheryl. Il quitte la série après trois saisons pour se consacrer au théâtre au Royal Exchange Theatre de Manchester, où il joue notamment dans Le Stratagème des roués de George Farquhar, La Cerisaie d'Anton Tchekhov, Philoctète de Sophocle et Hamlet de Shakespeare. Parallèlement, il apparaît dans plusieurs des productions de l'intégrale Shakespeare filmée par la BBC : La Nuit des rois, Tout est bien qui finit bien, Le Songe d'une nuit d'été, Cymbeline, Le Roi Lear et Beaucoup de bruit pour rien.
En 1980, il assume l'un des deux rôles principaux de G.B.H., série écrite par Alan Bleasdale qui rencontre un vif succès critique et d'estime. Sa prestation dans le rôle de Michael Murray, ambitieux maire d'une ville du nord de l'Angleterre hanté par un épisode douloureux de son enfance, lui vaut le BAFTA TV Award, le Broadcasting Press Guild Award et le RTS TV Award du meilleur acteur. En 1985, il prend le rôle-titre de la comédie musicale Me and My Girl, modernisée par Stephen Fry. La pièce triomphe dans le West End puis à Broadway, valant à Lindsay un Olivier Award et un Tony Award.
Robert Lindsay retrouve Alan Bleasdale en 1995 dans la série Jake's Progress, où il joue aux côtés de Julie Walters le père d'un enfant difficile, puis en 1999 dans la série Oliver Twist. En 1998, il joue le rôle-titre dans Richard III de Shakespeare, produit par la Royal Shakespeare Company. Il remporte un nouvel Olivier en 1997 dans la comédie musicale Oliver!. De 1998 à 2003, il incarne l'amiral Sir Edward Pellew dans la série de téléfilms adaptés des romans Hornblower de C. S. Forester. En 2000, il accepte le rôle de Ben Harper dans la série Ma tribu (My Family) où il joue aux côtés de Zoë Wanamaker ; il tourne en tout 108 épisodes jusqu'en 2010. Il assume à deux reprises le rôle de Tony Blair — dans A Very Social Secretary (2005) et The Trial of Tony Blair (2007), qui lui vaut une nomination à un Satellite Award. Ses dernières apparitions au théâtre sont dans The Entertainer (2007) de John Osborne et dans le rôle-titre d’Onassis (2010) de Martin Sherman.

## Filmographie
- 1990 : Strike It Rich de James Scott (en)
- 2014 : Grace de Monaco d'Olivier Dahan
- 2019 : Maléfique : Le Pouvoir du mal (Maleficent: Mistress of Evil) de Joachim Rønning : le Roi
- 2020 : McDonald and Dodds, (Série TV), Saison 1, Episode 1 : La chute de la maison Crockett : Max Crockett